# 런처 스트라이크 건담
런처 스트라이크 건담은 스트라이크 건담에 런처 팩을 장착한 건담이다. 조종사는 키라 야마토.

## 특징
중, 원거리를 목표로한 웨폰팩이다. 강한 화력을 지녔지만 그만큼 에너지 소모도 가장 심하다.

## 무장
아그니 : 런처 스트라이크의 주무기로, 플라즈마 빔캐논을 발사한다. 플랜트의 두꺼운 장갑을 한번에 날려 벼릴 만금 파괴력이 세다.
120mm 대함 발칸포 : 우측 어깨부위에 있는 무기로, 미사일 격추용으로 쓰인다.
50mm 유도 미사일 : 우측 어깨부위에 있는 무기로, 유도 미사일을 발사한다.